# Trnavac (Zaječar)
Trnavac (Servisch cyrillisch Трнавац) is een plaats in de Servische gemeente Zaječar. De plaats telt 474 inwoners (2002).